# Orden de batalla del ejército polaco en 1939
OOB polaco durante la invasión de Polonia. A finales de los años treinta, el cuartel general polaco preparó el "Plan Zachód" (Plan "Oeste"), un plan de movilización del ejército polaco en caso de guerra con Alemania. Antes, los polacos no consideraban a los alemanes como su principal amenaza, se daba prioridad a la amenaza de los soviéticos.
El plan operativo general suponía la creación de treinta divisiones de infantería, nueve divisiones de reserva, once brigadas de caballería, dos brigadas motorizadas, tres brigadas de montaña y varias unidades más pequeñas. La mayoría de las fuerzas polacas se agruparon en seis ejércitos y una serie de "Grupos Operativos" del tamaño de un cuerpo. Más tarde, en el curso de la guerra, se crearon otras unidades operativas.

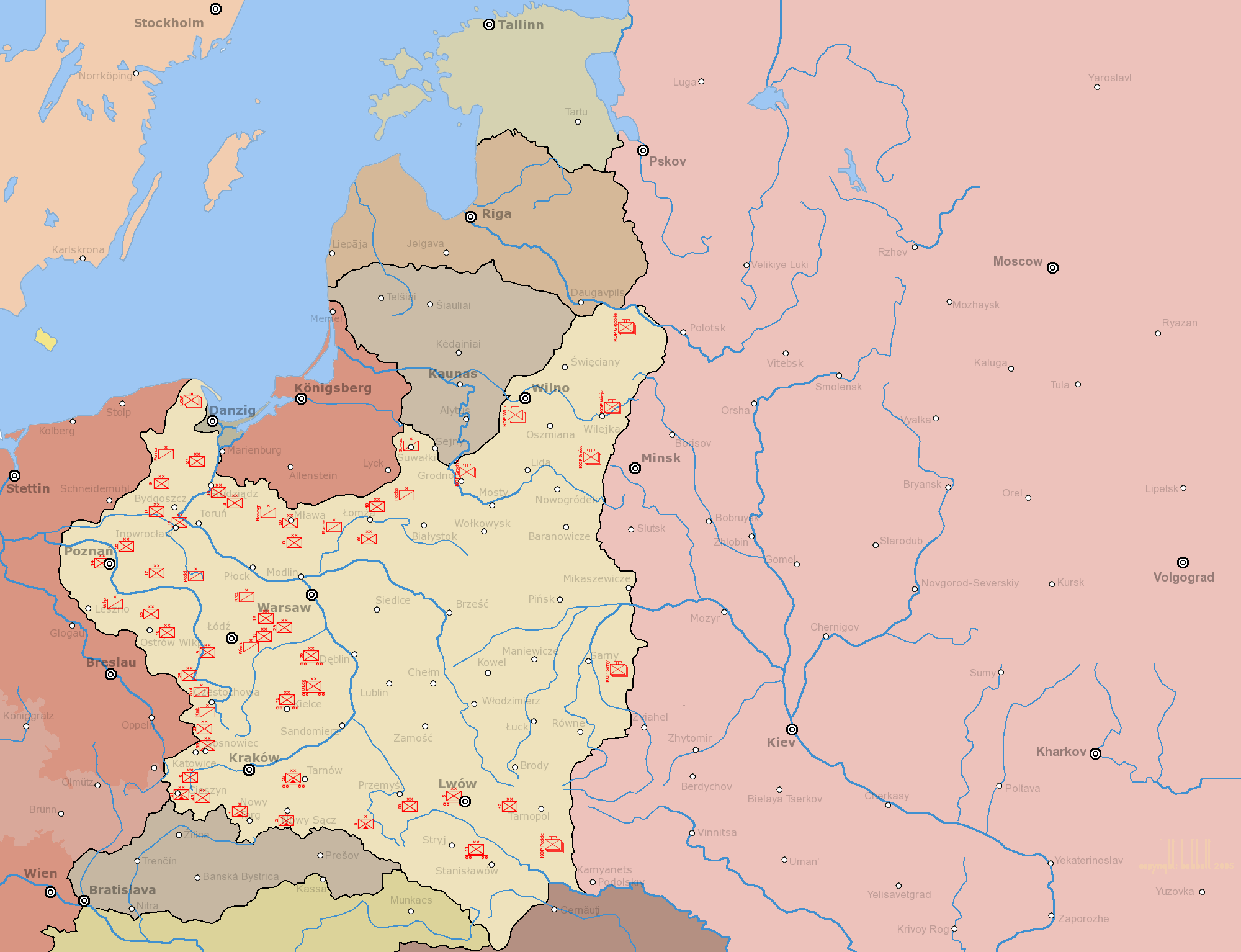
Colocación de las divisiones polacas el 1 de septiembre

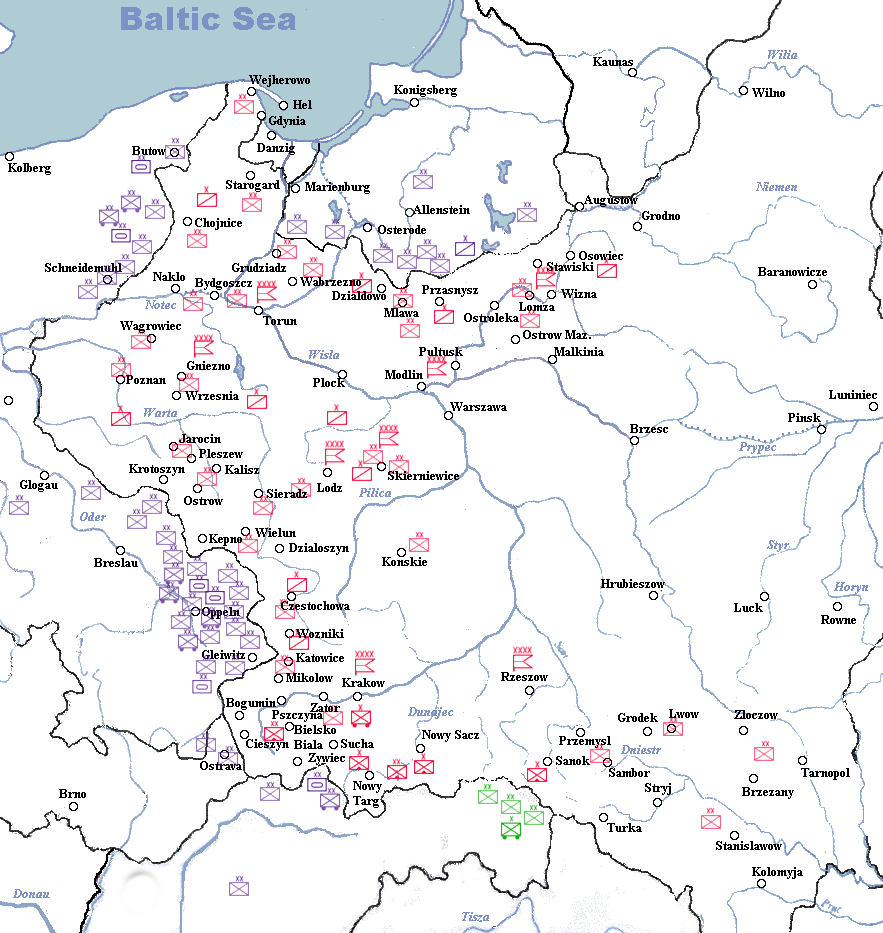
Colocación de divisiones el 1 de septiembre de 1939

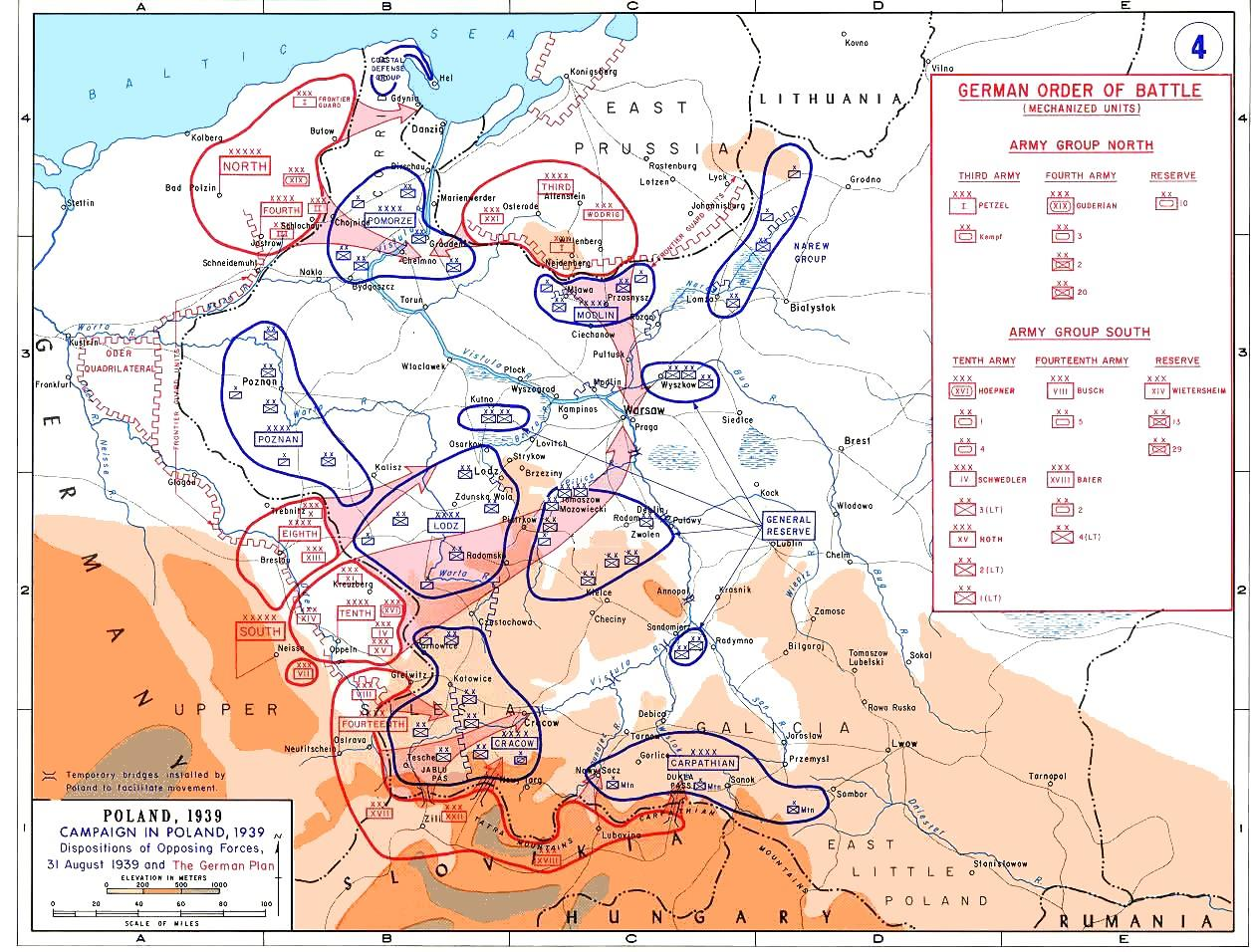
Disposiciones de fuerzas opuestas, 31 de agosto de 1939 y plan alemán.

## Ejércitos

Organización del ejército polaco a partir del 1 de septiembre de 1939.

### Ejército de Karpaty
Creado el 11 de julio de 1939, bajo el mando del mayor general Kazimierz Fabrycy. Armia Karpaty se creó después de que Alemania anexara Checoslovaquia y creara un estado títere de Eslovaquia. El objetivo principal del ejército era asegurar los pasos de montaña en los Cárpatos. Inicialmente, el ejército estaba formado por 2 brigadas de montaña improvisadas y varias unidades más pequeñas, pero más tarde, en el curso de la guerra, se unieron las fuerzas del Armia Kraków en retirada.
- 2.ª Brigada de Montaña (2 Brygada Górska), compuesta por unidades de Defensa Nacional de Limanowa, Gorlice y Nowy Sącz, así como unidades del Cuerpo de Defensa Fronteriza de Volhynia,
- Tercera Brigada de Montaña (3 Brygada Górska), compuesta por unidades de Defensa Nacional de Krosno, Sanok, Przemyśl y Rzeszów
- Media Brigada de Defensa Nacional de los Cárpatos (Karpacka Półbrygada ON)
- 1.er Regimiento de Artillería Motorizada
- 9.° regimiento de artillería pesada

Además, los planes de movilización exigían la creación del Grupo Tarnów consistente en:
- 22.ª División de Infantería de Montaña de Przemyśl,
- 38.ª División de Infantería (reserva), creada en agosto de 1939 a partir de unidades del Cuerpo de Defensa Fronteriza del Voivodato de Polonia y el Voivodato de Volinio.

### Ejército de Cracovia
Creado el 23 de marzo de 1939, como eje principal de la defensa polaca. Su tarea principal era retrasar el avance de las tropas alemanas y retirarse hacia el este a lo largo de la línea norte de los Cárpatos. Consistía en 5 divisiones de infantería, 1 división de infantería de montaña, 1 brigada de caballería motorizada, 1 brigada de montaña y 1 brigada de caballería bajo el mando del gen. Antoni Szylling.
| Ejército de Cracovia                                           | Unidad | Nombre polaco                                | Comandante                                   | Observaciones                                |                                              |                                              |                                              |                                              |                                              |                                              |                                              |                                              |                                              |
| Unidades del ejército - gen. Antoni Szylling                   | Unidades del ejército - gen. Antoni Szylling                                                                            | Unidades del ejército - gen. Antoni Szylling | Unidades del ejército - gen. Antoni Szylling | Unidades del ejército - gen. Antoni Szylling | Unidades del ejército - gen. Antoni Szylling | Unidades del ejército - gen. Antoni Szylling | Unidades del ejército - gen. Antoni Szylling | Unidades del ejército - gen. Antoni Szylling | Unidades del ejército - gen. Antoni Szylling | Unidades del ejército - gen. Antoni Szylling | Unidades del ejército - gen. Antoni Szylling | Unidades del ejército - gen. Antoni Szylling | Unidades del ejército - gen. Antoni Szylling |
| -------------------------------------------------------------- | --- | -------------------------------------------- | -------------------------------------------- | -------------------------------------------- | -------------------------------------------- | -------------------------------------------- | -------------------------------------------- | -------------------------------------------- | -------------------------------------------- | -------------------------------------------- | -------------------------------------------- | -------------------------------------------- | -------------------------------------------- |
|                                                                | 6.ª División de Infantería de Cracovia                                                                                  | 6 Dywizja Piechoty                           | Bernard Mond                                 |                                              |                                              |                                              |                                              |                                              |                                              |                                              |                                              |                                              |                                              |
|                                                                | 7.ª División de Infantería de Częstochowa                                                                               | 7 Dywizja Piechoty                           | gen. bryg. Janusz Gąsiorowski                |                                              |                                              |                                              |                                              |                                              |                                              |                                              |                                              |                                              |                                              |
|                                                                | 11.ª División de Infantería de Stanisławów                                                                              | 11 Dywizja Piechoty                          | gen. bryg. Bronisław Prugar-Ketling          |                                              |                                              |                                              |                                              |                                              |                                              |                                              |                                              |                                              |                                              |
|                                                                | Brigada de Caballería de Cracovia desde Cracovia                                                                        | Krakowska Brygada Kawalerii                  | gen.bryg. Zygmunt Piasecki                   |                                              |                                              |                                              |                                              |                                              |                                              |                                              |                                              |                                              |                                              |
|                                                                | Décima Brigada de Caballería Motorizada de Rzeszów                                                                      | 10 Brygada Kawalerii Zmotoryzowanej          | płk. Stanisław Maczek                        |                                              |                                              |                                              |                                              |                                              |                                              |                                              |                                              |                                              |                                              |
| Śląsk Operational Group - gen. Jan Jagmin-Sadowski             | |                                              |                                              |                                              |                                              |                                              |                                              |                                              |                                              |                                              |                                              |                                              |                                              |
|                                                                | 23.ª División de Infantería de Katowice                                                                                 | 23 Dywizja Piechoty                          | płk. Władysław Powierza                      | Alta Silesia                                 |                                              |                                              |                                              |                                              |                                              |                                              |                                              |                                              |                                              |
|                                                                | 55.ª División de Infantería, división de reserva compuesta por varias unidades de la zona de la Alta Silesia y Jaworzno | 55 Dywizja Piechoty                          | płk. Stanisław Kalabiński                    | reserva                                      |                                              |                                              |                                              |                                              |                                              |                                              |                                              |                                              |                                              |
| Grupo Operacional Bielsko - gen. Mieczysław Boruta-Spiechowicz | |                                              |                                              |                                              |                                              |                                              |                                              |                                              |                                              |                                              |                                              |                                              |                                              |
|                                                                | 21.ª División de Infantería de Montaña de Nowy Sącz y Bielsko-Biała                                                     | 21 Dywizja Piechoty Górskiej                 | gen. Józef Kustroń                           |                                              |                                              |                                              |                                              |                                              |                                              |                                              |                                              |                                              |                                              |
|                                                                | 1.ª Brigada de Montaña, compuesta por varias unidades de Defensa Nacional de Żywiec, Zakopane y Jasło .                 | 1 Brygada Górska                             | płk Janusz Gaładyk                           | en su mayoría tropas de élite KOP            |                                              |                                              |                                              |                                              |                                              |                                              |                                              |                                              |                                              |

### Ejército de Lublin
Un ejército improvisado creado el 4 de septiembre a partir de una brigada motorizada y varias unidades más pequeñas se concentraron alrededor de Lublin, Sandomierz y el Alto Vístula. Comandado por mj. gen. Tadeusz Piskor.
- Brigada Motorizada Blindada de Varsovia (Warszawska Brygada Pancerno-Motorowa)
- Unidades más pequeñas

### Ejército de Łódź
Creado el 23 de marzo de 1939, bajo gen. Juliusz Rómmel. Armia Łódź se convertiría en un rayo entre los ejércitos "Cracovia" y "Poznań". Sin embargo, debido a los errores cometidos por el general Rómmel, el ejército se ubicó demasiado cerca de la frontera alemana y se unió a los combates desde el inicio de la campaña, lo que lo privó de cualquier posibilidad de cooperación con las unidades circundantes. Constaba de 4 divisiones de infantería y 2 brigadas de caballería.
- 2.ª División de Infantería de Legiones (2 Dywizja Piechoty Legionów) de Kielce,
- 10.° División de Infantería (10 Dywizja Piechoty) de Łódź,
- 28.ª División de Infantería (28 Dywizja Piechoty) de Łomża,
- 30.ª División de Infantería (30 Dywizja Piechoty, división de reserva) de Kobryn,
- Brigada de Caballería de Kresowa (Kresowa Brygada Kawalerii) de Brody,
- Brigada de Caballería Volyn (Wołyńska Brygada Kawalerii) de Rowne,
- Brigada de Defensa Nacional Sieradz (Sieradzka Brygada Obrony Narodowej)

### Ejército Modlin
Creado el 23 de marzo de 1939 para la defensa de Varsovia desde el norte. El ejército debía defender las líneas fortificadas a lo largo de la frontera con Prusia Oriental cerca de Mława, y luego retirarse hacia el río Narew. Dirigido por bergantín. gen. Emil Krukowicz-Przedrzymirski. Constaba de 2 divisiones de infantería y 2 brigadas de caballería.
- 8.ª División de Infantería (8a Dywizja Piechoty) de Modlin,
- 20.ª División de Infantería (20 ° Dywizja Piechoty) de Baranowicze,
- Brigada de Caballería Nowogródek (Nowogródzka Brygada Kawalerii) de Baranavichy,
- Brigada de Caballería de Mazovia (Mazowiecka Brygada Kawalerii) de Varsovia,
- Brigada de Defensa Nacional de Varsovia (Warszawska Brygada Obrony Narodowej)

### Ejército Pomorze
El Ejército fue creado el 23 de marzo de 1939 para defender Toruń y Bydgoszcz y realizar acciones dilatorias en el llamado "Corredor Polaco". Fue dirigido por el teniente general. Władysław Bortnowski y constaba de cinco divisiones de infantería, dos brigadas de Defensa Nacional y una brigada de caballería.
| Ejército Pomorze                                              | Unidad                                            | Nombre polaco                                     | Comandante                                        | Observaciones                                     |                                                   |                                                   |                                                   |                                                   |                                                   |                                                   |                                                   |                                                   |                                                   |
| Unidades del ejército - gen. Władysław Bortnowski             | Unidades del ejército - gen. Władysław Bortnowski | Unidades del ejército - gen. Władysław Bortnowski | Unidades del ejército - gen. Władysław Bortnowski | Unidades del ejército - gen. Władysław Bortnowski | Unidades del ejército - gen. Władysław Bortnowski | Unidades del ejército - gen. Władysław Bortnowski | Unidades del ejército - gen. Władysław Bortnowski | Unidades del ejército - gen. Władysław Bortnowski | Unidades del ejército - gen. Władysław Bortnowski | Unidades del ejército - gen. Władysław Bortnowski | Unidades del ejército - gen. Władysław Bortnowski | Unidades del ejército - gen. Władysław Bortnowski | Unidades del ejército - gen. Władysław Bortnowski |
| ------------------------------------------------------------- | ------------------------------------------------- | ------------------------------------------------- | ------------------------------------------------- | ------------------------------------------------- | ------------------------------------------------- | ------------------------------------------------- | ------------------------------------------------- | ------------------------------------------------- | ------------------------------------------------- | ------------------------------------------------- | ------------------------------------------------- | ------------------------------------------------- | ------------------------------------------------- |
|                                                               | 9.ª División de Infantería de Siedlce             | 9 Dywizja Piechoty                                | płk. Józef Werobej                                |                                                   |                                                   |                                                   |                                                   |                                                   |                                                   |                                                   |                                                   |                                                   |                                                   |
|                                                               | 15.ª División de Infantería de Bydgoszcz          | 15 Dywizja Piechoty                               | gen. Wacław Przyjałkowski                         | Gran polaco                                       |                                                   |                                                   |                                                   |                                                   |                                                   |                                                   |                                                   |                                                   |                                                   |
|                                                               | 27.ª División de Infantería de Kowel              | 27 Dywizja Piechoty                               | gen.bryg. Juliusz Drapella                        |                                                   |                                                   |                                                   |                                                   |                                                   |                                                   |                                                   |                                                   |                                                   |                                                   |
|                                                               | Brigada de Defensa Nacional de Pomerania          | Pomorska Brygada Obrony Narodowej                 |                                                   |                                                   |                                                   |                                                   |                                                   |                                                   |                                                   |                                                   |                                                   |                                                   |                                                   |
|                                                               | Brigada de Defensa Nacional de Chełmno            | Chełmska Brygada Obrony Narodowej                 |                                                   |                                                   |                                                   |                                                   |                                                   |                                                   |                                                   |                                                   |                                                   |                                                   |                                                   |
| Grupo operativo "Este" - gen. Mikołaj Bołtuć                  |                                                   |                                                   |                                                   |                                                   |                                                   |                                                   |                                                   |                                                   |                                                   |                                                   |                                                   |                                                   |                                                   |
|                                                               | 4.ª División de Infantería de Toruń               | 4 Dywizja Piechoty                                | płk. Rawicz-Mysłowski, płk. Józef Werobej         |                                                   |                                                   |                                                   |                                                   |                                                   |                                                   |                                                   |                                                   |                                                   |                                                   |
|                                                               | 16.ª División de Infantería de Grudziądz          | 16 Dywizja Piechoty                               | płk. Zygmunt Szyszko-Bohusz                       | pomeranio                                         |                                                   |                                                   |                                                   |                                                   |                                                   |                                                   |                                                   |                                                   |                                                   |
| Grupo Operativo Czersk - gen.bryg. Stanisław Grzmot-Skotnicki |                                                   |                                                   |                                                   |                                                   |                                                   |                                                   |                                                   |                                                   |                                                   |                                                   |                                                   |                                                   |                                                   |
|                                                               | Brigada de Caballería de Pomerania de Bydgoszcz   | Pomorska Brygada Kawalerii                        | gen.bryg. Stanisław Grzmot-Skotnicki              |                                                   |                                                   |                                                   |                                                   |                                                   |                                                   |                                                   |                                                   |                                                   |                                                   |
|                                                               | Unidades independientes Chojnice y Kościerzyna    | Oddziały Wydzielone "Chojnice" i "Kościerzyna"    |                                                   |                                                   |                                                   |                                                   |                                                   |                                                   |                                                   |                                                   |                                                   |                                                   |                                                   |

### Ejército de Poznań
El Armia Poznań dirigido por mj. gen. Tadeusz Kutrzeba debía proporcionar operaciones de flanqueo en la Gran Polonia y retirarse hacia las líneas de defensa a lo largo del río Warta. Constaba de 4 divisiones de infantería y 2 brigadas de caballería.
- 14 ° División de Infantería (14 ° Dywizja Piechoty) de Poznań
- 17 ° División de Infantería (17 ° Dywizja Piechoty) de Gniezno
- 25.ª División de Infantería (25a Dywizja Piechoty) de Kalisz
- 26.ª División de Infantería (26a Dywizja Piechoty) de Skierniewice
- Brigada de Caballería de la Gran Polonia ((Wielkopolska Brygada Kawalerii) de Poznań,
- Brigada de Caballería de Podolska (Podolska Brygada Kawalerii) de Stanisławów.

### Ejército de Prusy
Bajo gen. Stefan Dąb-Biernacki. Creado en el verano de 1939 como reserva principal del Comandante en Jefe. De acuerdo con el "Plan Oeste" (Plan Zachód, nombre en clave del plan de movilización polaco) iba a estar compuesto por unidades movilizadas como la segunda y tercera oleadas y su principal objetivo era cooperar con los ejércitos cercanos "Poznań" y "Cracovia ".
Movilizado en dos grupos. Debido al rápido avance alemán, ambos grupos entraron en combate por separado y la mayoría de las unidades no alcanzaron la movilización completa. Constaba de 6 divisiones de infantería, 1 brigada de caballería y un batallón de tanques.
| Prusy Army                                        | Unidad | Nombre polaco                                     | Comandante                                        | Observaciones                                     |                                                   |                                                   |                                                   |                                                   |                                                   |                                                   |                                                   |                                                   |                                                   |
| Unidades del ejército - gen. Stefan Dąb-Biernacki | Unidades del ejército - gen. Stefan Dąb-Biernacki                                                         | Unidades del ejército - gen. Stefan Dąb-Biernacki | Unidades del ejército - gen. Stefan Dąb-Biernacki | Unidades del ejército - gen. Stefan Dąb-Biernacki | Unidades del ejército - gen. Stefan Dąb-Biernacki | Unidades del ejército - gen. Stefan Dąb-Biernacki | Unidades del ejército - gen. Stefan Dąb-Biernacki | Unidades del ejército - gen. Stefan Dąb-Biernacki | Unidades del ejército - gen. Stefan Dąb-Biernacki | Unidades del ejército - gen. Stefan Dąb-Biernacki | Unidades del ejército - gen. Stefan Dąb-Biernacki | Unidades del ejército - gen. Stefan Dąb-Biernacki | Unidades del ejército - gen. Stefan Dąb-Biernacki |
| ------------------------------------------------- | --- | ------------------------------------------------- | ------------------------------------------------- | ------------------------------------------------- | ------------------------------------------------- | ------------------------------------------------- | ------------------------------------------------- | ------------------------------------------------- | ------------------------------------------------- | ------------------------------------------------- | ------------------------------------------------- | ------------------------------------------------- | ------------------------------------------------- |
|                                                   | 39.ª División de Infantería, compuesta por varios regimientos del Cuerpo de Defensa Fronteriza            | 39 Dywizja Piechoty                               | płk. Bruno Olbrycht                               | reserva                                           |                                                   |                                                   |                                                   |                                                   |                                                   |                                                   |                                                   |                                                   |                                                   |
|                                                   | 44.ª División de Infantería, compuesta por varios regimientos del Cuerpo de Defensa Fronteriza            | 44 Dywizja Piechoty                               | płk. Eugeniusz Żongołłowicz                       | reserva                                           |                                                   |                                                   |                                                   |                                                   |                                                   |                                                   |                                                   |                                                   |                                                   |
| Grupo del norte - gen. Stefan Dąb-Biernacki       | |                                                   |                                                   |                                                   |                                                   |                                                   |                                                   |                                                   |                                                   |                                                   |                                                   |                                                   |                                                   |
|                                                   | 13.ª División de Infantería de Rowne                                                                      | 13 Dywizja Piechoty                               | płk. Władysław Zubosz-Kaliński                    | Kresowa                                           |                                                   |                                                   |                                                   |                                                   |                                                   |                                                   |                                                   |                                                   |                                                   |
|                                                   | 19.ª División de Infantería de Wilno                                                                      | 19 Dywizja Piechoty                               | gen. Józef Kwaciszewski                           |                                                   |                                                   |                                                   |                                                   |                                                   |                                                   |                                                   |                                                   |                                                   |                                                   |
|                                                   | 29.ª División de Infantería de Grodno                                                                     | 29 Dywizja Piechoty                               | płk. Ignacy Oziewicz                              |                                                   |                                                   |                                                   |                                                   |                                                   |                                                   |                                                   |                                                   |                                                   |                                                   |
|                                                   | Brigada de Caballería Wileńska de Wilno                                                                   | Wileńska Brygada Kawalerii                        | płk. Konstanty Drucki-Lubecki                     |                                                   |                                                   |                                                   |                                                   |                                                   |                                                   |                                                   |                                                   |                                                   |                                                   |
|                                                   | 1.er batallón de tanques                                                                                  | 1 batallón czołgów                                |                                                   |                                                   |                                                   |                                                   |                                                   |                                                   |                                                   |                                                   |                                                   |                                                   |                                                   |
| Grupo sureño - gen. Stanisław Skwarczyński        | |                                                   |                                                   |                                                   |                                                   |                                                   |                                                   |                                                   |                                                   |                                                   |                                                   |                                                   |                                                   |
|                                                   | 3.ª División de Infantería de Legiones de Zamość                                                          | 3 Dywizja Piechoty Legionów                       | płk. Marian Turowski                              |                                                   |                                                   |                                                   |                                                   |                                                   |                                                   |                                                   |                                                   |                                                   |                                                   |
|                                                   | 12.ª División de Infantería de Tarnopol                                                                   | 12 Dywizja Piechoty                               | gen. Gustaw Paszkiewicz                           |                                                   |                                                   |                                                   |                                                   |                                                   |                                                   |                                                   |                                                   |                                                   |                                                   |
|                                                   | 36.ª División de Infantería, compuesta por tropas del Cuerpo de Defensa Fronteriza de la zona de Podole . | 36 Dywizja Piechoty                               | płk Michał Ostrowski                              | reserva                                           |                                                   |                                                   |                                                   |                                                   |                                                   |                                                   |                                                   |                                                   |                                                   |

### Ejército de Warszawa
Para obtener una descripción detallada de las operaciones del ejército de Warszawa, consulte: Sitio de Varsovia (1939)
Creado el 10 de septiembre de 1939, a partir de varias unidades en el área de Varsovia y la Fortaleza de Modlin. Inicialmente constaba de aproximadamente 25 batallones de infantería y 40 tanques. Posteriormente fue reforzado por fuerzas del Ejército de Łódź y elementos del Ejército de Modlin. Fue comandado por el col. Walerian Czuma, aunque el comandante nominal era gen. Juliusz Rómmel.
| Ejército de Warszawa                      | Unidad                                              | Nombre polaco                             | Comandante                                | Observaciones                             |                                           |                                           |                                           |                                           |                                           |                                           |                                           |                                           |                                           |
| Fortaleza de Modlin - gen. Wiktor Thommée | Fortaleza de Modlin - gen. Wiktor Thommée           | Fortaleza de Modlin - gen. Wiktor Thommée | Fortaleza de Modlin - gen. Wiktor Thommée | Fortaleza de Modlin - gen. Wiktor Thommée | Fortaleza de Modlin - gen. Wiktor Thommée | Fortaleza de Modlin - gen. Wiktor Thommée | Fortaleza de Modlin - gen. Wiktor Thommée | Fortaleza de Modlin - gen. Wiktor Thommée | Fortaleza de Modlin - gen. Wiktor Thommée | Fortaleza de Modlin - gen. Wiktor Thommée | Fortaleza de Modlin - gen. Wiktor Thommée | Fortaleza de Modlin - gen. Wiktor Thommée | Fortaleza de Modlin - gen. Wiktor Thommée |
| ----------------------------------------- | --------------------------------------------------- | ----------------------------------------- | ----------------------------------------- | ----------------------------------------- | ----------------------------------------- | ----------------------------------------- | ----------------------------------------- | ----------------------------------------- | ----------------------------------------- | ----------------------------------------- | ----------------------------------------- | ----------------------------------------- | ----------------------------------------- |
|                                           | División de infantería de la 2.ª legión de Kielce   | 2 Dywizja Piechoty Legionów               | płk Antoni Staich                         | elementos                                 |                                           |                                           |                                           |                                           |                                           |                                           |                                           |                                           |                                           |
|                                           | 8.ª División de Infantería de Modlin                | 8 Dywizja Piechoty                        | płk Tadeusz Wyrwa-Furgalski               | elementos                                 |                                           |                                           |                                           |                                           |                                           |                                           |                                           |                                           |                                           |
|                                           | 28.ª División de Infantería de Warszawa             | 28 Dywizja Piechoty                       | płk Broniewski                            | elementos                                 |                                           |                                           |                                           |                                           |                                           |                                           |                                           |                                           |                                           |
|                                           | 30.ª División de Infantería de Kobryn               | 30 Dywizja Piechoty                       | gen. Leopold Cehak                        | elementos                                 |                                           |                                           |                                           |                                           |                                           |                                           |                                           |                                           |                                           |
| Enfoque occidental - płk Marian Porwit    |                                                     |                                           |                                           |                                           |                                           |                                           |                                           |                                           |                                           |                                           |                                           |                                           |                                           |
|                                           | 13.ª División de Infantería de Rowne                | 13 Dywizja Piechoty                       | płk Władysław Zubosz-Kalinski             | reforzado                                 |                                           |                                           |                                           |                                           |                                           |                                           |                                           |                                           |                                           |
|                                           | 15.ª División de Infantería de Bydgoszcz            | 15 Dywizja Piechoty                       | gen. Zdzisław Przyjałkowski               | reforzado                                 |                                           |                                           |                                           |                                           |                                           |                                           |                                           |                                           |                                           |
|                                           | 25.ª División de Infantería de Kalisz               | 25 Dywizja Piechoty                       | gen. Franciszek Alter                     | elementos                                 |                                           |                                           |                                           |                                           |                                           |                                           |                                           |                                           |                                           |
|                                           | Brigada de caballería combinada                     | Zbiorcza Brygada Kawalerii                | gen. Abraham romano                       | conjunto                                  |                                           |                                           |                                           |                                           |                                           |                                           |                                           |                                           |                                           |
| Enfoque oriental - gen. Juliusz Zulauff   |                                                     |                                           |                                           |                                           |                                           |                                           |                                           |                                           |                                           |                                           |                                           |                                           |                                           |
|                                           | 5.ª División de Infantería de Lwów                  | 5 Dywizja Piechoty                        | gen. Juliusz Zulauff                      | elementos, 1 regimiento                   |                                           |                                           |                                           |                                           |                                           |                                           |                                           |                                           |                                           |
|                                           | 8.ª División de Infantería de Modlin                | 8 Dywizja Piechoty                        | płk Tadeusz Wyrwa-Furgalski               | derrotado, 1 regimiento bajo Sosabowski   |                                           |                                           |                                           |                                           |                                           |                                           |                                           |                                           |                                           |
|                                           | 20.ª División de Infantería de Baranowicze          | 20 Dywizja Piechoty                       | płk Wilhelm Liszka-Lawicz                 |                                           |                                           |                                           |                                           |                                           |                                           |                                           |                                           |                                           |                                           |
|                                           | 44.ª División de Infantería                         | 44 Dywizja Piechoty                       | płk Eugeniusz Żongołłowicz                | reserva, encaminado                       |                                           |                                           |                                           |                                           |                                           |                                           |                                           |                                           |                                           |
|                                           | 1.er Regimiento de Infantería "Defensores de Praga" | 1 pułk piechoty Obrońców Pragi            | płk Stanisław Milian                      | improvisado                               |                                           |                                           |                                           |                                           |                                           |                                           |                                           |                                           |                                           |
|                                           | 2.º Regimiento de Infantería "Defensores de Praga"  | 2 pułk piechoty Obrońców Pragi            | płk Stefan Kotowski                       | improvisado                               |                                           |                                           |                                           |                                           |                                           |                                           |                                           |                                           |                                           |

## Grupos operativos

### Grupo operativo Wyszków
Fue una de las reservas del frente norte de las defensas polacas, creada el 1 de septiembre de 1939. Según Plan West, se suponía que debía defender la línea del río Narew de las unidades de la Wehrmacht que avanzaban desde Prusia Oriental. Debido al rápido avance alemán, el grupo se retiró hacia el río Bug, y el 11 de septiembre, el comandante en jefe polaco Edward Rydz-Śmigły ordenó al general Wincenty Kowalski, comandante del Grupo Operativo Wyszków, fusionar su unidad con el Frente Norte al mando del general Stefan Dąb- Biernacki.
Constaba de las siguientes unidades:
- División de Infantería de la 1.ª Legión (Polonia) (1 Dywizja Piechoty Legionów) de Wilno,
- 35.ª División de Infantería (35 Dywizja Piechoty - reserva), formada el 7 de septiembre de 1939, a partir de unidades del Cuerpo de Defensa Fronteriza de las partes norteñas del Voivodato de Wilno,
- 41.ª División de Infantería (41 Dywizja Piechoty - reserva), formada en septiembre de 1939, con unidades del Cuerpo de Defensa Fronteriza,
- Bartosz Glowacki (tren blindado),
- elementos del 2.º Regimiento de Artillería Pesada

### Grupo Operativo Independiente Narew
Constaba de 2 divisiones de infantería y 2 brigadas de caballería:
- 18.° División de Infantería (polaco: 18.° Dywizja Piechoty) de Łomża,
- 33.ª División de Infantería (polaco: 33 Dywizja Piechoty - reserva), formada a fines de agosto de 1939, con unidades del Cuerpo de Defensa Fronteriza de las áreas de Grodno y Wilno,
- Brigada de Caballería de Podlaska (en polaco: Podlaska Brygada Kawalerii) de Białystok,
- Brigada de caballería de Suwalska (polaco: Suwalska Brygada Kawalerii) de Suwałki y Grodno.

## Fuerzas de apoyo
Apoyo aéreo
- Aviación militar (Fuerza aérea polaca)

Apoyo naval y fluvial
- Polska Marynarka Wojenna (Armada polaca)